# Melanosmicra immaculata
Melanosmicra immaculata är en stekelart som beskrevs av William Harris Ashmead 1904. Melanosmicra immaculata ingår i släktet Melanosmicra och familjen bredlårsteklar. Inga underarter finns listade i Catalogue of Life.